# Castillo de Lismore

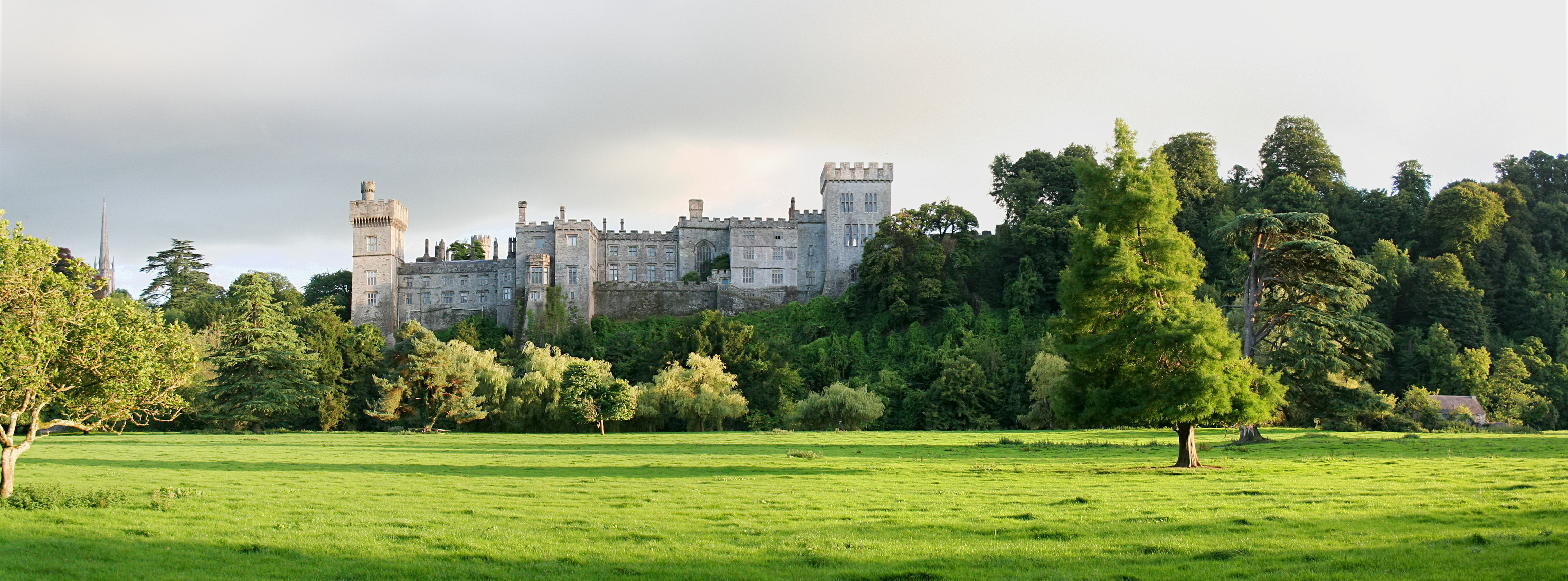
Lismore Castle, C. Waterford.

Castillo de Lismore  (en inglés Lismore Castle) está situado sobre el río Blackwater en la localidad de Lismore, Condado de Waterford en Irlanda. El castillo experimentó una reconstrucción importante de estilo gótico en el siglo XIX por orden de William Cavendish, sexto duque de Devonshire.

## Inicios
El castillo ocupa el lugar en el que antes estuvo la Abadía Lismore, un destacado monasterio y en el siglo VII. Era un importante centro eclesiástico cuando el rey Enrique II de Inglaterra permaneció aquí en 1171, excepto en el breve periodo hasta 1185, cuando su hijo el rey Juan de Inglaterra construyó un castellum aquí, sirvió como sede episcopal de los obispos locales. En 1589 Lismore fue abandonado siendo más tarde adquirido por Sir Walter Raleigh, quien vendió la propiedad  a Richard Boyle, conde de Cork en 1602, cuando lo encarcelaron acusado de participar en una conspiración contra el rey Jacobo I.

## Condes de Cork y Burlington
Boyle salió de Irlanda hacia Inglaterra en 1588 con sólo veintisiete libras, consiguiendo amasar una extraordinaria fortuna. Tras la adquisición del castillo, lo convirtió en su residencia principal, hecho que favoreció que invirtiera grandes sumas de dinero en él para transformarlo en una magnífica residencia. Así realizó un muro externo almenado asemejando a un castillo, y una puerta principal. En la parte interior remodeló los apartamentos decorando los techos con escayolas, tapicería de seda bordada y terciopelo. 
Fue aquí donde nació entre 1626-7 Robert Boyle, padre de la físico-química moderna, y cuarto de los quince hijos del conde. 
El castillo pasó a manos de los siguientes condes de Cork hasta llegar a Richard Boyle, cuarto conde de Cork y tercero de Burlington, conocido maestro de la arquitectura georgiana de la época palladiana. 
Lismore aparece en las Guerras confederadas de Irlanda cuando, en 1645, unos soldados de la confederación católica comandados por Lord Castlehaven saquearon la ciudad y el castillo, que fue restaurado en parte por el segundo y el tercer conde de Bulington, aunque ninguno de sus sucesores habitaron el castillo.

## Duques de Devonshire
El castillo, al igual que otras propiedades de la familia Boyle (Chiswick House, Burlington House, Bolton Abbey y Londesborough Hall) fueron adquiridas por la familia Cavandish en 1753 cuando la hija y heredera de Richard Boyle, Charlotte Cavendish (1731-1754) se casó con William Cavendish, futuro Primer ministro del Reino Unido e Irlanda. Su hijo, el quinto duque, realizó importantes obras en Lismore, como el puente sobre el río Blackwater en 1775, diseñado por el arquitecto Thomas Ivory.
El sexto duque de Devonshire, William Cavendish, conocido popularmente como el duque soltero, fue el responsable de la apariencia actual del edificio. Comenzó la transformación del castillo hacia una especie de fortaleza feudal de estilo gótico tan pronto como sucedió a su padre en 1811, encargando al arquitecto William Atkinson la reconstrucción del castillo entre 1812 y 1822, siendo siempre la residencia favorita del duque. En 1850 encargó al arquitecto Sir Joseph Paxton, diseñador del Crystal Palace, el trabajo de construir para el castillo diferentes ampliaciones. 
Tras la muerte del duque, el castillo se mantuvo inalterado. La hermana de Fred Astaire, Adele, vivió en el castillo tras su matrimonio con Lord Charles Cavendish, hijo del noveno duque de Devonshire y, tras la muerte de su marido en 1944, Adele continuó usando el castillo hasta su muerte en 1981. El castillo todavía es propiedad de los duques de Devonshire, pero no habitan en él de forma continuada sino que pasan en él cortas temporadas durante el año. 
Chatsworth House pertenece a la misma familia y es la residencia principal y hogar de Dowager Duchess.